# Zohra Zahia Hanous
Zohra Zahia Hanous, née le 13 mai 1975 à Bagnols-sur-Cèze, est footballeuse algérienne.

## Biographie
Elle évolue au poste de gardienne de but. Elle joue à Montpellier et en équipe d'Algérie féminine.

### Carrière
| PÉRIODE     | CLUB                  |
| ----------- | --------------------- |
| 1998 - 2001 | Montpellier - Le Crès |
| 2001 - 2007 | MHSC                  |
| 2007 - 2008 | St Christol les Alès  |

## Palmarès
- Championne de France en 2004 et en 2005 avec Montpellier
- Vainqueur de la Challenge de France :  2006, 2007
  - Finaliste  :  2003

## Statistiques
| Saison    | Equipe                  | D1 | D1  | D1 | D1 - TF | D1 - TF | D1 - TF | N1A | N1A | N1A | CdF | CdF | CdF | CE | CE  | CE |
| Saison    | Equipe                  | M  | Tit | B  | M       | Tit     | B       | M   | Tit | B   | M   | Tit | B   | M  | Tit | B  |
| --------- | ----------------------- | -- | --- | -- | ------- | ------- | ------- | --- | --- | --- | --- | --- | --- | -- | --- | -- |
| 1998-1999 | Montpellier             |    |     |    |         |         |         |     |     |     |     |     |     |    |     |    |
| 1999-2000 | Montpellier             |    |     |    |         |         |         |     |     |     |     |     |     |    |     |    |
| 2000-2001 | Montpellier             |    |     |    |         |         |         |     |     |     |     |     |     |    |     |    |
| 2001-2002 | Montpellier             |    |     |    | 3       | 3       | 0       |     |     |     |     |     |     |    |     |    |
| 2002-2003 | Montpellier             |    |     |    |         |         |         |     |     |     | 1   | 1   | 0   |    |     |    |
| 2003-2004 | Montpellier             | 6  | 6   | 0  |         |         |         |     |     |     |     |     |     |    |     |    |
| 2004-2005 | Montpellier             | 3  | 3   | 0  |         |         |         |     |     |     |     |     |     | 2  | 2   | 0  |
| 2005-2006 | Montpellier             | 4  | 4   | 0  |         |         |         |     |     |     |     |     |     | 1  | 1   | 0  |
| 2006-2007 | Montpellier             | 6  | 6   | 0  |         |         |         |     |     |     | 0   | 0   |     |    |     |    |
| 2007-2008 | Saint-Christol lez Alès |    |     |    |         |         |         |     |     |     | 1   | 1   | 0   |    |     |    |